# 希薩羅
希薩羅（英語：Cesaro，1980年12月27日—），本名克勞迪奧·卡斯塔尼奧利（法語：Claudio Castagnoli），是瑞士職業摔角選手，前世界摔角娛樂巨星並在SmackDown品牌亮相。現在爲AEW (All Elite Wrestling) 的摔角手以及目前的ROH世界冠軍。
在希薩羅的摔角事業中，曾是一次WWE美國冠軍、五次WWE Raw雙打冠軍和二次WWE SmackDown雙打冠軍。

## 個人生活
來自瑞士的他，特別精通五種語言，包括德語、法語、義大利語、英語、瑞士德語。希薩羅的興趣除了摔角之外其中個人也偏好音樂、電視、及自己料理食物，順便一提，他本人也是個咖啡愛好者。
他的雙打搭檔兼好友泰森·奇德也透露，雖然當初雙打組合是由公司的劇情安排，但現實生活中他們最後也成為非常親密的摯友。
後來在高層的撮合下，與「愛爾蘭戰士」席莫斯組成雙打拍檔。從一開始的互看不順眼，甚至打比賽時另一人還在玩手機，到如今默契已非比尋常，也拿下了四次Raw雙打冠軍。

## 擂台招式
- 終結技 
  - The Neutralizer
  - Crossface（顏面十字固定）
- 常用技
  - Giant Swing（巨人螺旋）
  - European Uppercut（歐洲式上鉤拳）
  - 619

## 外部連結
- 希薩羅在WWE官方網站的介紹 （页面存档备份，存于）（英文）
- 克勞迪奧·卡斯塔尼奧利在互联网电影资料库（IMDb）上的資料（英文）